# DeFuniak Springs
DeFuniak Springs város az USA Florida államában. Lakosainak száma 5919 fő (2020. április 1.).

## Népesség
A település népességének változása:

| 2010 | 5 177 |
| 2020 | 5 919 |